# Microchip AVR

Logo der AVR-Familie

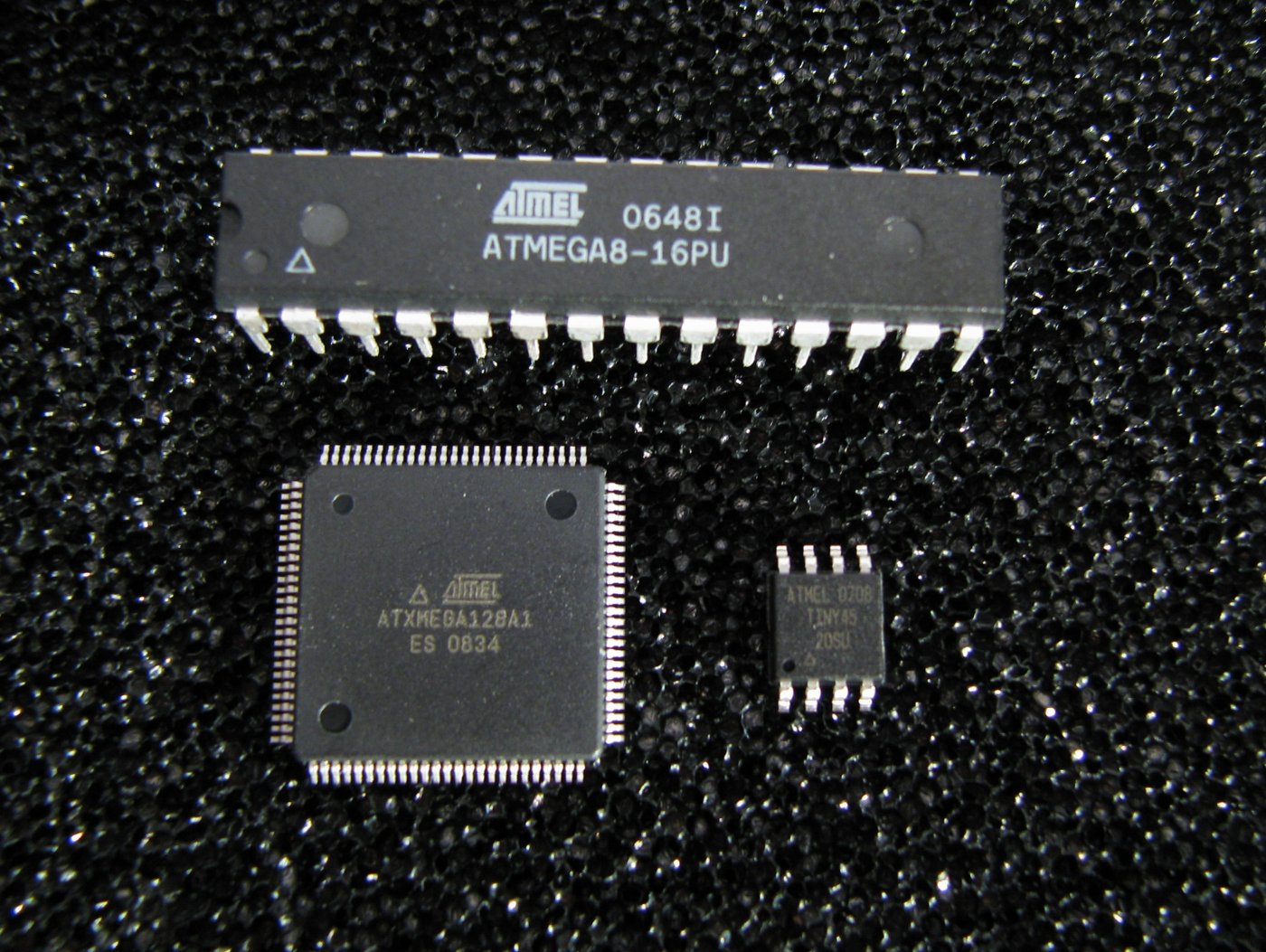
ATmega8-16PU (oben), ATXmega128A1 (links unten) und ATtiny45-20SU (rechts unten) Mikrocontroller

Microchip AVR (vormals Atmel AVR) ist eine 8-Bit-Mikrocontroller-Familie des US-amerikanischen Herstellers Microchip. Die Controller dieser Familie sind wegen ihres einfachen Aufbaus, ihrer leichten Programmierbarkeit, den kostenlosen Entwicklungswerkzeugen und der Verfügbarkeit in DIP-Gehäuseformen auch bei Hobby-Anwendern weit verbreitet. Die Mikrocontroller-Familie wurde vom ehemaligen US-amerikanischen Unternehmen Atmel entwickelt, nach Aussage des Unternehmens ist der Name AVR bedeutungslos.
Die Typen unterteilen sich in die Gruppen
- ATxmega: sehr leistungsfähige Prozessoren mit DMA-Fähigkeiten etc.
- ATmega: große AVR-Controller mit bis zu 256 KiB Flash-Speicher in 28- bis 100-poligen Gehäusen und mit integriertem Hardware-Multiplizierer.
- ATtiny: kleinere AVR-Controller mit bis zu 16 KiB Flash-Speicher in 6- bis 32-poligen Gehäusen.
- AT90USB: ATmega mit integriertem USB-Controller
- AT90CAN: ATmega mit CAN-Controller
- Sondertypen: einige Spezialmodelle, z. B. zur Ansteuerung von Akku-Ladegeräten, LC-Displays und für Motoren- oder Lichtsteuerungen.
- AT90S: veraltete Typen, die „klassischen“ AVRs

Unter dem Namen AVR32 hat Atmel eine 32-Bit-RISC-Architektur mit DSP- und SIMD-Funktionalität entwickelt. Trotz der Namensähnlichkeit und des ähnlichen Logos weisen die beiden Architekturen kaum Gemeinsamkeiten auf.

## Programmierschnittstelle

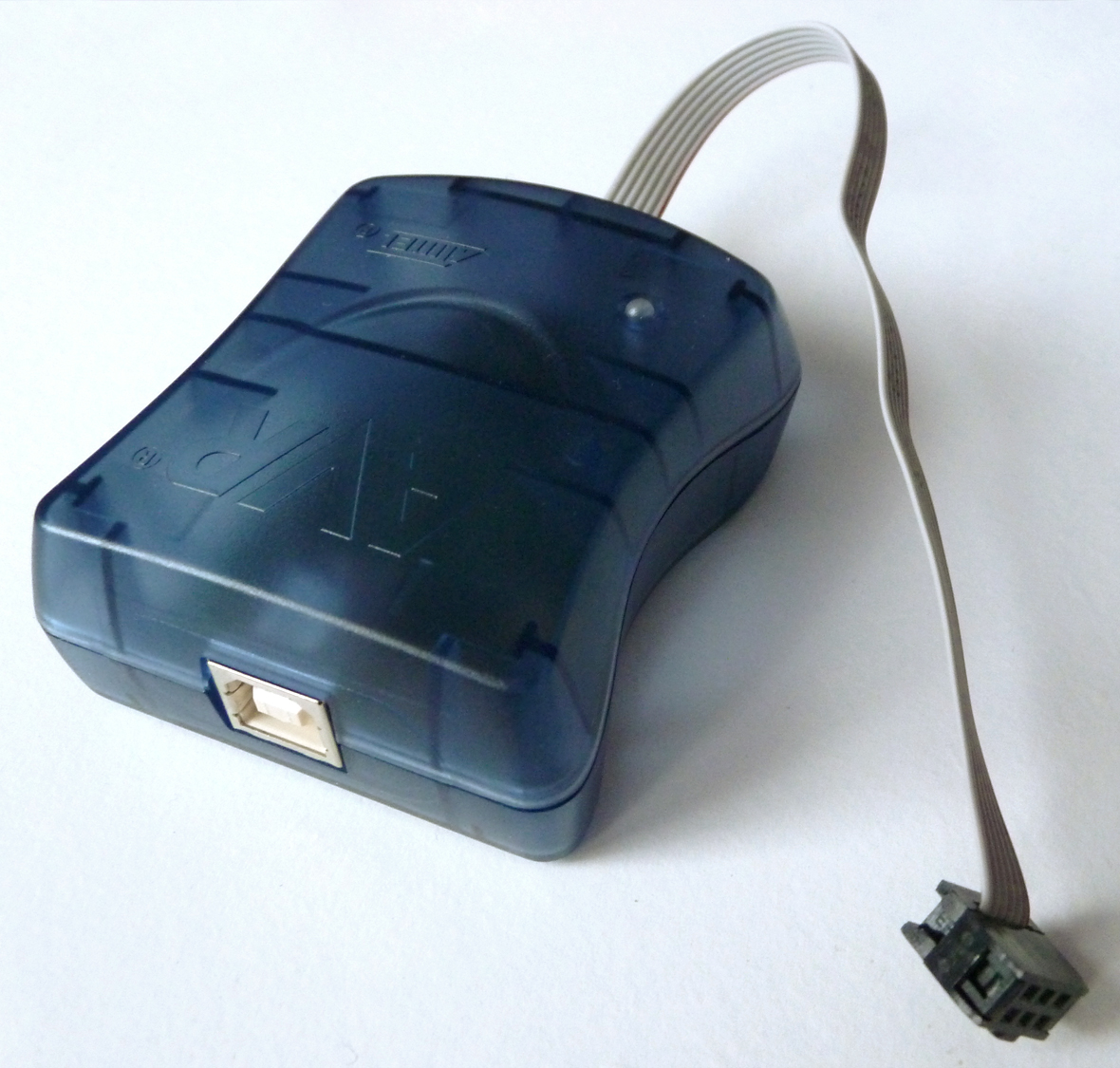
Der AVRISP mkII-ISP-Programmer von Atmel

Fast alle Typen können per SPI über einen ISP (AVR ISP, In-System Programmer) programmiert werden, der über simple Programmieradapter Anschluss an die serielle, parallele oder USB-Schnittstelle eines PCs findet. Die Besonderheit liegt in der Möglichkeit, den Prozessor nicht aus der Zielschaltung herausnehmen zu müssen. Stattdessen kann man ihn im eingebauten Zustand reprogrammieren. Ebenfalls kann man einen AVR-Chip über einen HV-Programmer (High-Voltage-Programmer) programmieren, dessen Spannung
bei 12 V liegt. Dies ist nötig, wenn durch Setzen der Fuse-Bits der für die ISP-Schnittstelle notwendige Resetpin deaktiviert wurde – beispielsweise um diesen aufgrund von Mangel an freien Pins als I/O-Pin zu nutzen – und der Chip nicht mehr über einen ISP programmierbar ist.
Neuere Typen besitzen zudem eine Debug-Schnittstelle, die bei kleineren Controllern (ATtiny-Serie sowie 32-Pin-ATmega-Familie) neben den Versorgungsleitungen nur die Resetleitung benötigt (debugWIRE).
Bei größeren Controllern der ATmega Familie kann dagegen leichter auf mehrere Pins (6) verzichtet werden, sodass hier eine JTAG-Schnittstelle zum Einsatz kommt. Hiermit lässt sich ein in den Mikrocontroller heruntergeladenes Programm mittels Zusatzhardware/-software nach dem IEEE-Standard 1149.1 in einer konkreten Hardwareumgebung untersuchen und von eventuellen Programmierfehlern befreien (debuggen).

## RISC-Architektur
Ein Vorteil gegenüber anderen Mikroprozessor-Familien ist, dass sich dank der RISC-Architektur die meisten Register-Befehle innerhalb eines Systemtakts abarbeiten lassen, ausgenommen Sprung- und Multiplikationsbefehle sowie Zugriffe auf das Speicherinterface (u. a. RAM und I/O-Ports). Somit ist diese Architektur sehr schnell im Vergleich zu anderen.
Durch das auf Hochsprachen wie C ausgelegte Hardware-Design können auch Compiler sehr effizienten Code erzeugen; der Entwickler braucht sich nicht zwingend auf Assembler-Ebene zu begeben. Das Design des ATMEGA8 wurde bereits in der Entwicklung des Chips für C-Compiler optimiert.
Allerdings wird der binäre Programmcode, wie bei vielen anderen Mikroprozessoren mit integriertem Programmspeicher auch, direkt aus dem Flash-Speicher heraus ausgeführt. Dadurch kommt es vor allem bei den Chipversionen für geringe Versorgungsspannungen von unter 3,3 V zu vergleichsweise geringen maximalen Taktraten des Prozessorkerns von meist unter 10 MHz. Da die Frequenz fast 1:1 den IPS entspricht, können so maximal 10 MIPS erreicht werden. Es besteht keine Möglichkeit, den internen Prozessorkern mithilfe einer PLL mit einer gegenüber dem externen Takt erhöhten Taktrate zu betreiben. Diese Einschränkung ist durch die Integration der Flash-Speichertechnik bedingt. Zum Vergleich: Mikroprozessorarchitekturen wie der Blackfin, welche den Programmcode vor der Ausführung von dem nichtflüchtigen Flash-Speicher erst in einen internen SRAM-Speicher kopieren, verfügen über Taktraten des Prozessorkerns von über 500 MHz bei Versorgungsspannungen des CPU-Kerns von unter 2 V bei in etwa gleich geringem Stromverbrauch.

## Befehlssatz
| Modell               | Anzahl der Befehle |
| -------------------- | ------------------ |
| AT90S1200            | 52                 |
| AT90xxxx („Classic“) | 62                 |
| ATtiny               | bis 123            |
| ATmega               | 130–135            |
| ATXMega              | ab 142             |

Im Gegensatz zu den PICmicro-Prozessoren wurde der AVR-Befehlssatz über alle Modelle – abgesehen vom AT90S1200 mit eingeschränktem Befehlssatz und vom ATmega mit leicht erweitertem Befehlssatz – kompatibel gehalten. Kleinere Unterschiede im Befehlsumfang gibt es jedoch aufgrund unterschiedlicher Flashgröße, Bootloader-Support, Multiplikationsbefehlen (ab Mega), der Hardwareausstattung etc.
Die AVR-Prozessoren sind für die effiziente Ausführung von kompiliertem C-Code gestaltet. Noch vor Fertigstellung des AVR-Kerns wurde mit der Entwicklung eines C-Compilers begonnen, um dadurch Optimierungspotenzial zu erkennen, etwa:
- Die Instruktion „Addition mit direktem Parameter“ (add immediate) wurde entfernt, denn anstatt dieser Instruktion kann ebenso gut der Befehl „Subtrahiere direkt“ (subtract immediate) mit dem Komplement verwendet werden.
- Der dadurch auf dem Die frei werdende Platz wurde dann zum Realisieren einer „Addition mit direktem 16-Bit-Parameter“ (add immediate word) genutzt.
- Ein Befehl wie „Vergleich mit Carry-Flag“ (compare with carry) wurde eingeführt, um einen effizienten Vergleich von 16- und 32-Bit-Werten – in Hochsprachen sehr häufig genutzt – zu ermöglichen.
- Anstatt zwei Adressregister wurden drei Adressregister vorgesehen.
- Auf ein anfangs geplantes segmentiertes Speicher-Layout wurde verzichtet, weil dieses von Compilern nur schwer zu handhaben ist.

## Peripherie
Die AVR-Mikrocontroller benötigen Versorgungsspannungen zwischen 1,6 V und 5,5 V. Je nach Typ können sie mit externen Quarzen bis zu 32 MHz betrieben werden und bieten unter anderem folgende Peripherien an: ADC, Timer, Watchdog, UART, Two Wire Interface (I2C), SPI, CAN, USB, Displayinterface, Touch Controller, Analog-Komparatoren und externe Interrupts. Die Konfiguration einiger Peripherien und Prozessorfunktionen, wie zum Beispiel den externen Taktgeber, den Bootloader, den Watchdog-Timer oder eine Auslesesperre für den Programmspeicher, wird nicht im Programmcode, sondern über separat zu setzende Fusebits durchgeführt.

## Nomenklatur der Modellvarianten
Alle echten AVR-Mikrocontroller der Firma Microchip (außer AVR32) besitzen folgende Nomenklatur:

### ATmega

Bild des ATmega328-Die

Die Namensgebung folgt immer dem gleichen Schema.
Aktueller Baustein als Beispiel: *ATmega48PA-AU*. Der Name besteht aus fünf Teilen:
1. Der Baureihe (hier: „ATmega“).
2. Einer Nummer, immer eine Zweierpotenz (hier: 4). Diese Zahl gibt die Größe des Flashspeichers in Kibibyte (KiB) an.
3. Bis zu drei weiteren Ziffern (hier: 8). Sie definieren die Zusatzfunktionen sowie Zahl der I/O-Ports.
4. Bis zu zwei Buchstaben (hier: PA), die für die Revision sowie spezielle stromsparende Architekturen stehen.
5. Einem Bindestrich und zwei weiteren Buchstaben, die die Bauform angeben (hier: AU).

#### Baureihe
Hier gibt es nur drei Reihen: Den kleinen ATtiny mit reduziertem Funktionsumfang und den großen ATmega sowie AT90-Modelle mit Sonderfunktionen.

#### Speichergröße
Während die Größe des Flashspeichers (Programmspeicher) direkt im Namen angegeben ist, ergibt sich die Größe von RAM und EEPROM nur indirekt aus dieser Nummer, wobei typischerweise die Bausteine mit großem Flash auch mehr RAM und EEPROM haben als kleinere. Grob gilt diese Zuordnung:
| Flash (KiB) | EEPROM (B) | EEPROM (B) | RAM (B) | RAM (B)    |
|             | ATtiny     | ATmega     | ATtiny  | ATmega     |
| ----------- | ---------- | ---------- | ------- | ---------- |
| 2           | 128        | —          | 128     | —          |
| 4           | divers     | 256        | divers  | 512        |
| 8           | divers     | 512        | 512     | 1024       |
| 16          | —          | 512        | —       | 1024       |
| 32          | —          | 1024       | —       | 2048       |
| 64          | —          | 2048       | —       | 4096       |
| 128–256     | —          | 4096       | —       | 4 Ki–16 Ki |

#### Zusatzfunktionen/Größe
Die Ziffer(n) nach der Flashgröße geben die Ausstattungsmerkmale des Bausteins an. Die folgende Tabelle gilt für die ATmega-Reihe:
| Ziffer | Beschreibung |
| ------ | --- |
| –      | Keine Ziffer markiert die Bausteine der ersten Generation. Sie verfügen in der Regel über eine niedrigere maximale Taktrate (8/16 MHz anstatt 10/20 MHz), eine höhere Minimal-Spannung (2,7 anstatt 1,8 Volt), weniger Interrupt-Quellen und PWM-Kanäle. |
| 0      | Reihe von 32–256 KiB in einem größeren Gehäuse mit höherer Anzahl an I/O-Pins. Etwas älter als die aktuellen Reihen 4 und 8. |
| 1      | Kennzeichnet eine verbesserte Version des ATmega128/256, aber älter als aktuelle 4er Reihe. |
| 4      | Reihe von 16 bis 128 KiB Flash, alle pinkompatibel in 40–44-poligem Gehäuse. Neueste Baureihe, alle in pico-power-Technologie mit vielen verbesserten Funktionen, wie externen Interrupts, Timern, USART…                                                |
| 5      | Reihe von 16 bis 64 KiB. |
| 8      | Reihe von 4 bis 32 KiB, alle pinkompatibel in 28–32 poligem Gehäuse. Neueste Baureihe, alle in pico-power-Technologie mit vielen verbesserten Funktionen, wie externen Interrupts, Timern, USART…. (auch in der ATtiny-Reihe vorhanden)                  |
| 9      | Reihe von 16 bis 64 KiB mit integriertem Controller für LC-Displays, folglich in großen Gehäusen (64-/100-polig) |

Aus dieser Liste stechen einige Bausteine als Außenseiter hervor:
- ATmega8515/ATmega8535 – sind nur zum Betreiben eines SRAMs gedacht.
- ATmega640: Im Prinzip ein ATmega64 mit deutlich mehr Hardware-Ressourcen (4 UARTs, 16 ADC-Kanäle…) und doppelt so viel EEPROM/SRAM.

#### Revision/Architektur
Die (optionalen) Buchstaben vor dem Bindestrich geben Auskunft über den Stromverbrauch und Spannungsbereich
| Buchstabe | Beschreibung |
| --------- | --- |
| A         | Zweite Revision – meist nur eine Umstellung der internen Strukturen ohne Auswirkung für den Benutzer, teilweise mit einem internen Temperatursensor           |
| B         | Dritte Revision – einige Verbesserungen: Verbesserter AD-Umsetzer (15 kSamples/s), Seriennummer integriert (9 Byte) und USART wake-up im „Power-down“-Zustand |
| L/V       | „Low-Voltage“: Speziell für niedrigere Taktraten (8 bzw. 10 MHz) sowie niedrigere Eingangsspannungen (1,8 bzw. 2,7 V) selektierte Bausteine                   |
| P/PA      | „Pico-Power“: Reduzierte Stromaufnahme, besonders in tiefen Sleep-Modes (< 1 µA); Manche Bausteine (z. B. ATmega48) gibt es als P und PA                      |
| HV/HVA    | „High-Voltage“: Sondermodelle mit Peripherieeinheiten zur Steuerung von Akkuladegeräten, die mit bis zu 18 V betrieben werden können.                         |
| RF        | „Radiofrequency“: Modelle mit integriertem Transceiver für das 2,4 GHz-ISM-Band                                                                               |

#### Bauform
Die beiden Buchstaben nach dem Bindestrich geben Auskunft über die Bauform. Die Zahl der Pins des jeweiligen Gehäusetyps hängt vom Baustein ab.
| 1. Buchstabe | Beschreibung                       | Typ                                |
| ------------ | ---------------------------------- | ---------------------------------- |
| A            | TQFP-Gehäuse                       | SMD                                |
| C            | BGA-Gehäuse                        | SMD                                |
| J            | PLCC-Gehäuse                       | SMD                                |
| S            | SOIC-Gehäuse                       | SMD                                |
| M            | (V)QFN-/MLF-Gehäuse                | SMD                                |
| P            | DIP-Gehäuse                        | THT                                |
| 2. Buchstabe | Beschreibung                       | Beschreibung                       |
| I            | Bleihaltig – nicht mehr erhältlich | Bleihaltig – nicht mehr erhältlich |
| U            | Bleifrei, RoHS-kompatibel          | Bleifrei, RoHS-kompatibel          |

### ATtiny

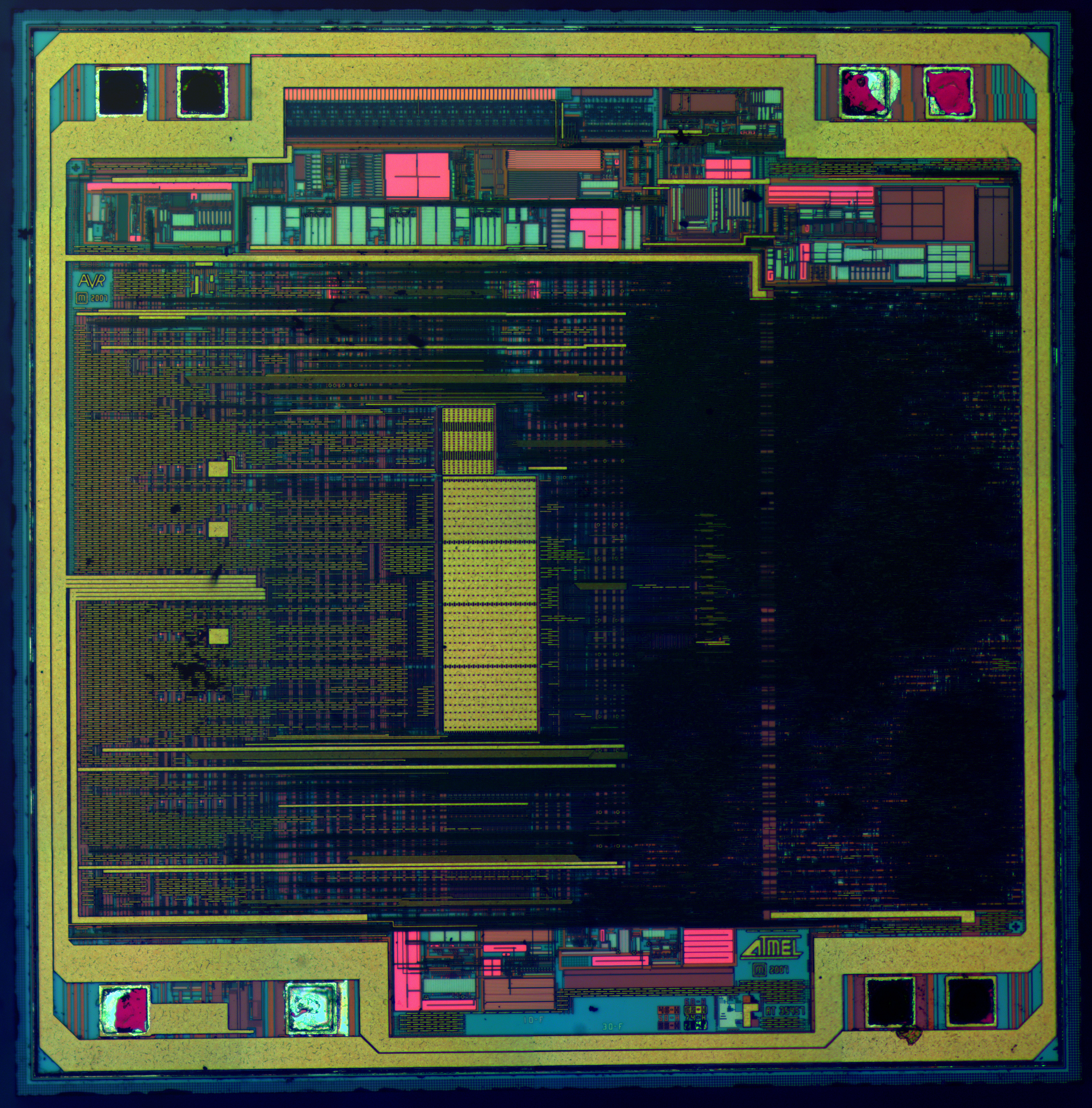
Bild des ATtiny13A-Die

Bei den ATtiny-Bausteinen ist die Nummerierung deutlich unübersichtlicher als in der ATmega-Reihe. Die erste Ziffer gibt wie auch bei ATmega die Größe des Flash-Speichers an. Die obenstehenden Tabellen für Baureihe, Bauform, Revision und Speichergröße gelten ebenfalls (Ausnahmen: ATtiny5 mit 0,5 KiB Flash sowie ATtiny4 und ATtiny9 mit 0,5 bzw. 1 KiB Flash). Die Zusatzfunktionen und Baugröße gehen aus der Bezeichnung nicht hervor.

### AT90-Baureihen
Folgen der gleichen Nomenklatur wie ATmega, nur Ersatz der Baureihe durch AT90 plus Sonderfunktion (PWM, CAN, SC oder USB).

## Speicherarchitektur
Das Speicher-Management folgt den Richtlinien der Harvard-Architektur. Es gibt also getrennte Adressräume für den Flash-Speicher, das RAM und das EEPROM. Im Gegensatz zu einfacheren Mikrocontrollern besitzen die AVRs 32 Register, mit welchen direkt Operationen ausgeführt werden können, allerdings verfügen nicht alle Register über den gleichen Leistungsumfang.
Die Tiny-Typen im sehr kleinen SOT23-6 Gehäuse (ATtiny4, ATtiny5, ATtiny9 und ATtiny10) besitzen nur 16 Register.

## AVR XMEGA

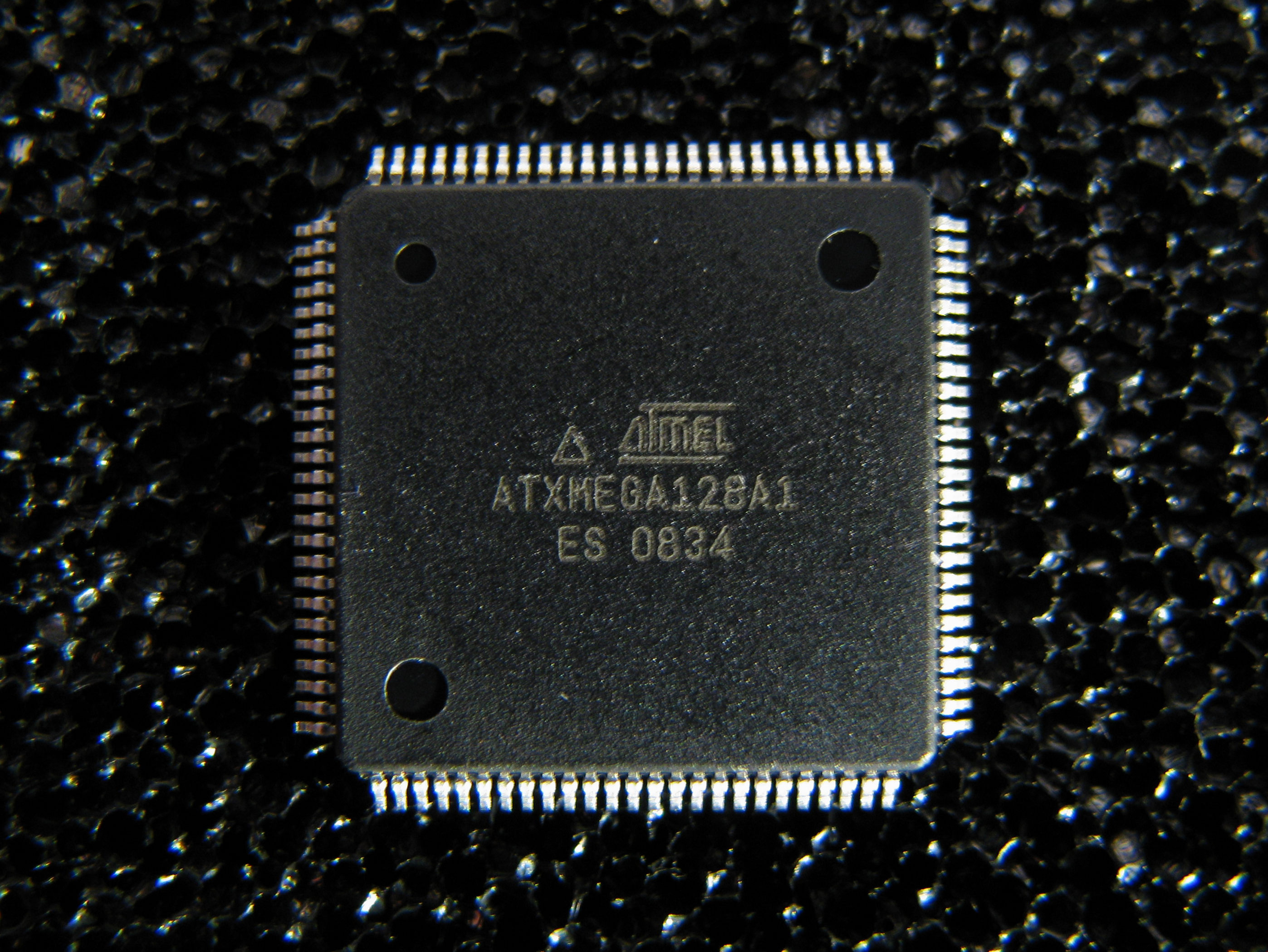
ATXmega128A1

AVR XMEGA sind Mikrocontroller mit erweiterten Peripherien und Funktionen, die auf der 8-Bit-AVR-Architektur basieren.
Im Einzelnen handelt es sich je nach Baureihe (A1-3, B1-3, C1-3, D1-3) bei den Erweiterungen unter anderem um:
- mehrere DMA-Kanäle
- Hardware-Kryptographie (AES und DES)
- Taktraten bis 32 MHz
- Programmspeicher von bis zu 384 KiB
- Die ADCs haben nun eine Auflösung von 12 Bit
- DACs sind hinzugekommen
- Jedem I/O-Pin kann ein externer Interrupt zugewiesen werden

Einige Schnittstellen wurden verbessert und sind jetzt meist mehrfach vorhanden, beispielsweise SPI, TWI und USART. Das Interrupt-System wurde überarbeitet. Ein sogenanntes Event-System erlaubt es, eintreffende Interrupts unmittelbar an Peripherieeinheiten weiterzuleiten ohne zusätzliche Prozessorrechenzeit zu benötigen (Hardware-Routing).
Laut Atmel sind die Bausteine der XMEGA-Serie hinsichtlich des Befehlssatzes kompatibel mit den bisher existierenden AVR-Bausteinen. Innerhalb der XMEGA-Serie selbst sind alle zu den jeweiligen Gehäuseformen pin-, quelltext- und binärcodekompatibel, jedoch wurde die Versorgungsspannung auf 3,3 V abgesenkt (max. 3,6 V), sodass ein Austausch in einem bestehenden Design nur möglich ist, wenn hier diese Spannung auch zur Verfügung steht und die anderen Komponenten auch mit 3,3 V Portspannung arbeiten können.

## AVR UC3
Hierbei handelt es sich um Derivate der oben genannten AVR32-Architektur.
Es handelt sich um 32-Bit Controller, die mit der in diesem Artikel besprochenen 8-Bit Architektur nur die Namensgleichheit verbindet.

## AVR-kompatible Mikrocontroller und Nachbauten
- Integral bzw. die Belmicrosystems-Gruppe aus Belarus bietet die Classic-AVR-Nachbauten IN90S2313DW, IN90LS2323N, IN90S2323N, IN90S2333DW und IN90LS2333DW an, welche zu den entsprechenden AVR-Typen des Unternehmens Atmel als pinkompatibel beworben werden. Sogar Teile des englischen Datenblatts wurden unverändert übernommen.

## Software
Weiterhin existiert eine Vielzahl freier Entwicklungswerkzeuge, wie z. B. die für AVR-Cross-Compiling portierten GNU-Tools WinAVR bzw. avr-gcc, AVR-LibC.
Schließlich – für Mikrocontroller eher unüblich – gibt es die proprietären BASIC-Compiler BASCOM und LunaAVR.
| Compiler                        | Hersteller                         | Lizenz      | Plattform           | Besonderheiten |
| ------------------------------- | ---------------------------------- | ----------- | ------------------- | --- |
| avr-as                          | GNU                                | GPL         | Win32, Linux, macOS | kostenlos, quelloffen |
| avr-gcc                         | GNU                                | GPL         | Win32, Linux, macOS | kostenlos, quelloffen |
| AVR-Ada                         | GNU                                | GPL         | Win32, Linux        | kostenlos, quelloffen |
| Atmel Studio (ehem. AVR Studio) | Atmel                              | proprietär  | Win32               | kostenlos |
| Arduino-Plattform               | Arduino                            | GPL         | Win32, Linux, macOS | kostenlos, quelloffen |
| Free Pascal                     | Free Pascal and Lazarus Foundation | GPL/LGPL    | Linux, macOS, Win32 | kostenlos, quelloffen |
| GNAT Pro                        | AdaCore                            | GMGPL       | Win32, Linux        | nur mit professionellem Support-Vertrag |
| KontrollerLab                   | cadManiac.org                      | GPL         | Linux               | Entwicklungsumgebung, kostenlos, quelloffen |
| AVRco                           | E-LAB Computers                    | proprietär  | Win32               | Demo-Version verfügbar, ATMega8/88-Standardversion kostenlos erhältlich |
| Pascal-scm                      | E-LAB Computers                    | proprietär  | Win32               | Demo-Version verfügbar, ATMega8/88-Standardversion kostenlos erhältlich |
| BASCOM                          | MCS Electronics                    | proprietär  | Win32               | BASIC-Compiler. Die kostenlose Demo-Version kompiliert bis 4 KiB Binärcode.                                                                                                  |
| LunaAVR                         | rgf software                       | proprietär  | Win32, Linux, macOS | objektbasierter, moderner Basic-/Pascalähnlicher Dialekt, kostenlos |
| mBasic                          | nettypes.de                        | proprietär  | Win32               | kostenlos zur privaten Verwendung, spez. Hardware erforderlich |
| NanoVM                          | Till Harbaum                       | GPL         | Win32, Linux        | kostenlos, quelloffen |
| amforth                         | Matthias Trute                     | GPL         | Win32, Linux        | kostenlos, quelloffen |
| Python-On-Chip                  | Dean W. Hall et al.                | GPL         | Win32, Linux, macOS | kostenlos, quelloffen |
| IAR Embedded Workbench for AVR  | IAR Systems                        | proprietär  | Win32               | MISRA support, hohe Codequalität, teuer (Eine Preisanfrage ergibt 3000,- € Anschaffungspreis), Auf 4K limitierte Kickoff Version kostenlos, Direkte Zusammenarbeit mit ATMEL |
| myAVR Workpad                   | myAVR                              | proprietär  | Win32               | Demo-Version verfügbar |
| Algorithm Builder               | Gennady Gromov                     | proprietär  | Win32               | Demo-Version verfügbar, graphisch? |
| AVRA                            | Jon A. Haugum, Tobias Weber        | GPL         | Plattformunabhängig | kostenlos, quelloffen, Atmel Studio kompatibel |
| CodeVisionAVR                   | HP InfoTech                        | proprietär  | Win32               | Demo-Version verfügbar |
| MikroPascal for AVR             | Mikroelektronika                   | proprietär  | Win32               | 2K Demo-Version verfügbar |
| MikroC PRO for AVR              | Mikroelektronika                   | proprietär  | Win32               | |
| MikroBasic PRO for AVR          | Mikroelektronika                   | proprietär  | Win32               | |
| PasAVR                          | Vogelaar Electronics               | proprietär  | Win32               | Cross-Compiler für Object Pascal, wird mit der DelphiStamp des Herstellers ausgeliefert                                                                                      |
| Flowcode for AVR                | Matrix Multimedia                  | proprietär  | Win32               | Grafische Programmiersprache anhand von Flussdiagrammen. Kostenlose Demo-Version mit begrenztem Code-Umfang.                                                                 |
| ICCV8                           | ImageCraft                         | proprietär  | Win32               | Demo-Version verfügbar, Code::Blocks IDE, Application Builder |
| AVR-Rust                        | avrrust.com                        | MIT License | Win32, Linux, macOS | kostenlos, quelloffen |

| Hersteller                         | Compiler                       | Ada  | Assembler   | BASIC        | C    | C++  | Pascal | andere |
| ---------------------------------- | ------------------------------ | ---- | ----------- | ------------ | ---- | ---- | ------ | --- |
| GNU                                | avr-as                         | nein | ja          | nein         | nein | nein | nein   | |
| GNU                                | avr-gcc                        | nein | ja (inline) | nein         | ja   | ja   | nein   | |
| GNU                                | AVR-Ada                        | ja   | nein        | nein         | nein | nein | nein   | |
| Atmel                              | Atmel Studio                   | nein | ja          | nein         | ja   | ja   | nein   | |
| cadManiac.org                      | KontrollerLab                  | nein | nein        | ja           | ja   | ja   | nein   | |
| Conrad Electronic                  | C-Control Pro                  | nein | ja          | ja           | ja   | nein | nein   | |
| E-LAB Computers                    | AVRco                          | nein | nein        | nein         | nein | nein | ja     | |
| AdaCore                            | GNAT Pro                       | ja   | nein        | nein         | ja   | ja   | nein   | |
| Free Pascal and Lazarus Foundation | Free Pascal                    | nein | nein        | nein         | nein | nein | ja     | Freie, quelloffene Software, Cross-Compiling von diversen Plattformen aus möglich, RTL implementiert, FCL teilweise umgesetzt. |
| MCS Electronics                    | BASCOM                         | nein | ja (inline) | ja (Dialekt) | nein | nein | nein   | |
| nettypes.de                        | mBasic                         | nein | nein        | ja           | nein | nein | nein   | |
| rgf software                       | LunaAVR                        | nein | ja          | ja           | nein | nein | nein   | Objektbasierter Dialekt, Semantik und Syntax angelehnt an Xojo, Pascal, C++                                                    |
| Till Harbaum                       | NanoVM                         | nein | nein        | nein         | nein | nein | nein   | Java |
| Matthias Trute                     | amforth                        | nein | nein        | nein         | nein | nein | nein   | Forth |
| Dean W. Hall et al.                | PyMite                         | nein | nein        | nein         | nein | nein | nein   | Python |
| IAR Systems                        | IAR Embedded Workbench for AVR | nein | nein        | nein         | ja   | ja   | nein   | 4K limitierte Kick-Off Version kostenfrei, Viele Application Notes von ATMEL für IAR vorhanden                                 |
| myAVR                              | myAVR Workpad                  | nein | ja          | nein         | ja   | ja   | nein   | |
| myAVR                              | SiSy AVR                       | nein | ja          | nein         | ja   | ja   | nein   | zusätzlich Codegenerierung aus: Programmablaufplan(ASM), Struktogramm(C), UML-Klassendiagramm(C++), UML-Zustandsdiagramm(C++)  |
| Gennady Gromov                     | Algorithm Builder              | nein | ja          | nein         | nein | nein | nein   | Codegenerierung aus Flussdarstellung                                                                                           |
| Jon A. Haugum, Tobias Weber        | AVRA                           | nein | ja          | nein         | nein | nein | nein   | erweiterte Makrosprache? |
| HP InfoTech                        | CodeVisionAVR                  | nein | nein        | nein         | ja   | nein | nein   | |
| Mikroelektronika                   | MikroPascal for AVR            | nein | nein        | nein         | nein | nein | ja     | |
| Mikroelektronika                   | MikroBasic PRO for AVR         | nein | nein        | ja           | nein | nein | nein   | |
| Mikroelektronika                   | MikroC PRO for AVR             | nein | nein        | nein         | ja   | nein | nein   | |
| Vogelaar Electronics               | PasAVR                         | nein | nein        | nein         | nein | nein | ja     | Cross-Compiler für Delphi |
| Matrix Multimedia                  | Flowcode for AVR               | nein | nein        | nein         | nein | nein | nein   | Flussdiagramme |
| ImageCraft                         | ICCV8                          | nein | ja          | nein         | ja   | nein | nein   | |

Weitere Entwicklungswerkzeuge
- AVR IO Designer – ein kostenloses IO-Register-Konfigurationswerkzeug für ATtiny, AT90 und ATmega, ähnlich dem in CodeVision enthaltenen CodeWizard.

## Entwicklungs-Boards

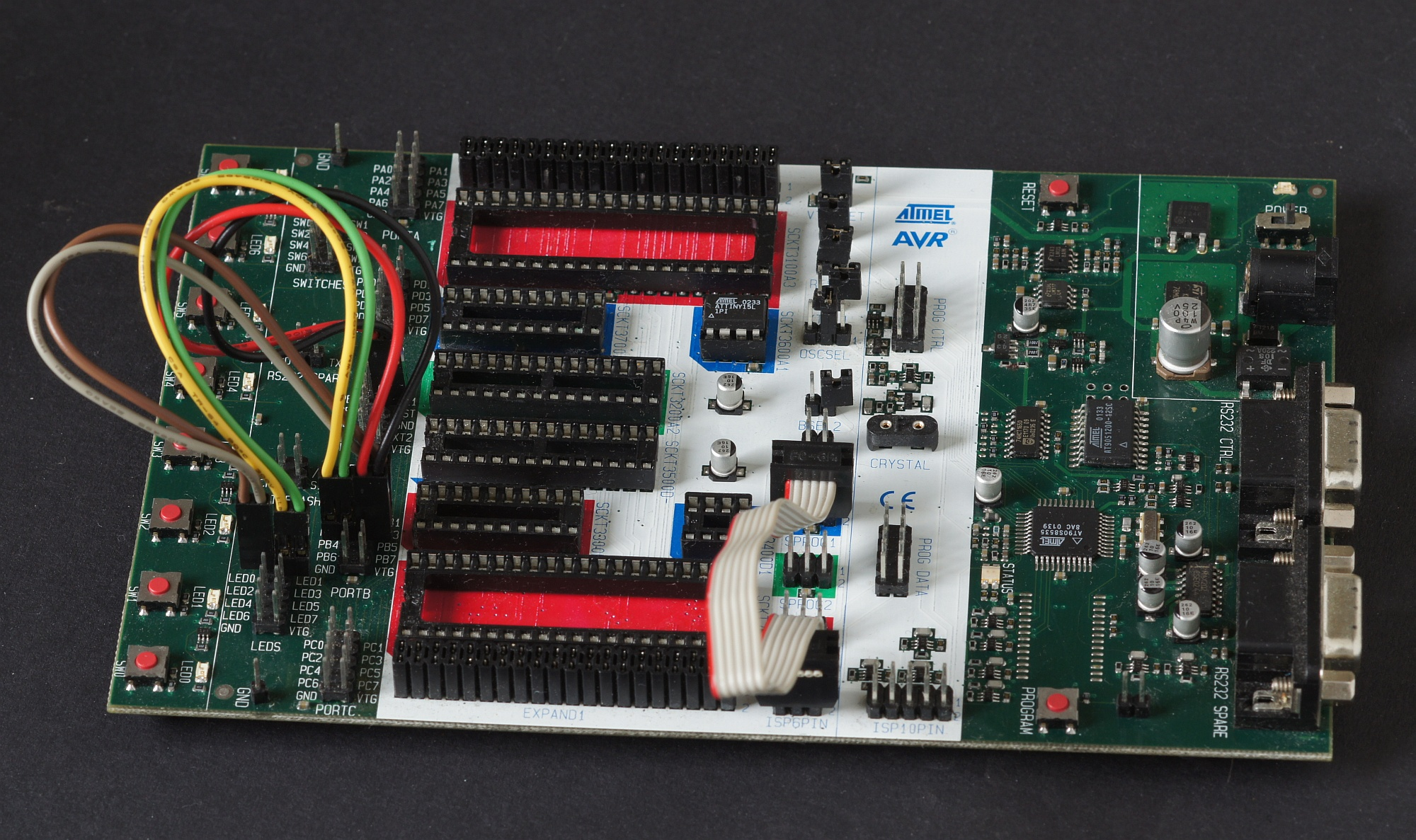
Entwicklungsboard STK500

Zur einfachen Entwicklung und Programmierung einer Schaltung mit einem AVR benötigt man zwar grundsätzlich nur wenige Bauteile. Dennoch schätzen besonders Anfänger sogenannte Entwicklungs- oder auch Evaluation-Boards (Entwicklungsplatinen), die neben dem AVR auch Peripherie (LEDs, Schalter etc.) bieten.
Atmel selbst bietet entsprechende offizielle Boards an (STK200, STK500, STK600), die universell für mehrere Typen einsetzbar sind. Zudem existieren für spezielle Controller eigene Boards, etwa das „Butterfly“ und die verschiedenen „XPlained“-Boards. Verschiedene Anbieter stellen günstige Alternativen bereit.
In den letzten Jahren hat insbesondere die auf dem AVR aufbauende quelloffene Arduino-Plattform großen Zulauf erhalten, da diese speziell Einsteigern und fachfremden Personen wie Künstlern und Designern die Verwendung von Mikrocontrollern ohne tiefgreifende technische Kenntnisse ermöglicht.

## Deutschsprachige Literatur
- Ingo Klöckl: AVR® Mikrocontroller. MegaAVR® – Entwicklung, Anwendung und Peripherie. 1. Auflage. de Gruyter-Verlag, 2015, ISBN 978-3-11-040768-6 (Programmierung der MegaAVR-Typen in C und Assembler, Vorstellung aller Baugruppen, Flags und Funktionen).
- Günter Schmitt: Mikrocomputertechnik mit Controllern der Atmel AVR-RISC-Familie. 5., völlig überarb. und erw. Auflage. Oldenbourg-Verlag, 2010, ISBN 978-3-486-58988-7 (Einführung in die AVR-Architektur (Tiny und MEGA), basiert auf Assembler und C).
- Wolfgang Trampert: AVR-RISC Mikrocontroller. Franzis-Verlag, 2000, ISBN 3-7723-5474-2 (Hardware- und Assembler-orientiert, nur Classic-AVRs).
- Roland Walter: AVR-Mikrocontroller-Lehrbuch. 3. Auflage. Denkholz-Verlag, 2009, ISBN 978-3-9811894-4-5 (Systematisches Buch, basiert auf ATmega8/BASCOM, für Lehre geeignet (hier Vorschau)).
- Safinaz und Francesco Volpe: AVR-Mikrocontroller-Praxis. 3. Auflage. Elektor-Verlag, 2003, ISBN 3-89576-063-3 (Hauptsächlich Befehlssatz des AVR-Assemblers in Deutsch).
- Claus Kühnel: Programmieren der AVR-RISC-Mikrocontroller mit BASCOM-AVR. 3., bearb. und erw. Auflage. Skript-Verlag Kühnel, 2010, ISBN 978-3-907857-14-4 (Systematisches Buch, Schwerpunkt auf BASCOM, jedoch auch mit Assembler-Routinen).
- Peter Urbanek: Embedded Systems. HSU-Verlag, 2007, ISBN 978-3-9811230-1-2 (Einführung in die AVR-Architektur mit Beispielen in C auf Basis des ATmega16. Anschluss eines externen CAN-Controllers mit Beispielen.).
- Roman Mittermayr: AVR-RISC: Embedded Software selbst entwickeln. Franzis-Verlag, 2008, ISBN 978-3-7723-4107-6 (Einführung in Assembler für ATmega/ATtiny anhand verschiedener Projekte; wichtigste Grundlagen der C-Programmierung).
- Florian Schäffer: AVR – Hardware und C-Programmierung in der Praxis. Elektor-Verlag, 2008, ISBN 978-3-89576-200-0.
- Claus Kühnel: Programmieren der AVR RISC Microcontroller mit BASCOM-AVR. 3. bearbeitete und erweiterte Auflage. Skript Verlag Kühnel, 2010, ISBN 978-3-907857-14-4.
- Günter Spanner: AVR-Mikrocontroller in C programmieren. 1. Auflage. Franzis-Verlag, 2010, ISBN 978-3-645-65019-9.
- Günter Schmitt, Andreas Riedenauer: Mikrocontrollertechnik mit AVR. 6. völlig überarb. und deutlich erw. Auflage des vormals im Oldenbourg-Verlag erschienenen o. g. Buchs Mikrocomputertechnik mit Controllern der Atmel AVR-RISC-Familie,  De Gruyter. 2019, ISBN 978-3-11-040384-8.